# Grävsbuan
Grävsbuan är ett naturreservat i Gagnefs kommun i Dalarnas län.
Området är naturskyddat sedan 1998 och är 19 hektar stort. Reservatet ligger på Grävsbodbergets branta östsluttning och består ovan branten av tallskogar.